# Soita cylindrica
Soita cylindrica är en tvåvingeart som beskrevs av Friedrich Georg Hendel 1914. Soita cylindrica ingår i släktet Soita och familjen borrflugor.
Artens utbredningsområde är Taiwan. Inga underarter finns listade i Catalogue of Life.